# FC Delta Tulcea
El Delta Tulcea es un club de fútbol rumano de la ciudad de Tulcea, fundado en 2005. El equipo disputa sus partidos como local en el Estadio Municipal Delta y juega en la Liga II.

## Historia
El club fue fundado en 2005 tras la fusión con el Dinamo Coral Tulcea. El primer presidente del club fue Petre Marinescu, quien lleva en el cargo desde el 20 de mayo de 2006. El club debutó en la Liga II y logró el ascenso a la Liga I en la temporada 2006-2007, pero no le fue concedido debido a problemas con la licencia de la Federación Rumana de Fútbol.

## Jugadores
Actualizado el 3 de septiembre de 2012

## Honours
Liga II:
- Campeón (1): 2006–07

Liga III:
- Campeón (1): 2005–06